# Nikola Serafimov
Nikola Serafimov (in macedone Никола Серафимов?; Skopje, 11 agosto 1999) è un calciatore macedone, difensore del Fehérvár e della nazionale macedone.

## Carriera

### Club
Cresciuto nel settore giovanile del Vardar, debutta tra i professionisti nel settembre 2017, quando viene ceduto in prestito al Pelister. Durante la sua permanenza da settembre a dicembre, colleziona a malapena 3 presenze in campionato. Nel gennaio 2018 fa ritorno al Vardar, dove gioca altre 3 partite di campionato, oltre a una partita di coppa. Non riuscendo a ritagliarsi un posto in squadra, viene girato in prestito al Bregalnica Štip, nella seconda divisione macedone. Rientrato dal prestito, gioca 12 partite di campionato, prima di rimanere svincolato nel febbraio 2020. Un mese dopo firma con i cechi del Vysočina Jihlava, che lo aggregano alla rosa della seconda squadra. Nel mese di luglio fa ritorno in patria, quando viene acquistato dall'Brera Strumica, dove inizia a giocare con maggior regolarità. Dopo 28 presenze in totale tra campionato e coppa, nel luglio 2021 si accasa agli ungheresi dello Zalaegerszeg.

### Nazionale
Tra il 2019 e il 2020 ha giocato 7 partite con la nazionale macedone Under-21.
Tra settembre 2021 e marzo 2022 è stato convocato dalla nazionale macedone per gli incontri validi per le qualificazioni al campionato mondiale di calcio 2022, ma rimanendo sempre in panchina. Esordisce in nazionale il 5 giugno 2022, giocando l'incontro vinto per 0-2 contro Gibilterra, valido per la UEFA Nations League 2022-2023.

## Statistiche

### Presenze e reti nei club
Statistiche aggiornate al 12 aprile 2022.
| Stagione        | Squadra         | Campionato      | Campionato | Campionato | Coppe nazionali | Coppe nazionali | Coppe nazionali | Coppe continentali | Coppe continentali | Coppe continentali | Altre coppe | Altre coppe | Altre coppe | Totale | Totale |
| Stagione        | Squadra         | Comp            | Pres       | Reti       | Comp            | Pres            | Reti            | Comp               | Pres               | Reti               | Comp        | Pres        | Reti        | Pres   | Reti   |
| --------------- | --------------- | --------------- | ---------- | ---------- | --------------- | --------------- | --------------- | ------------------ | ------------------ | ------------------ | ----------- | ----------- | ----------- | ------ | ------ |
| set.-dic. 2017  | Pelister        | 1L              | 3          | 0          | CM              | -               | -               | UEL                | -                  | -                  |             | -           | -           | 3      | 0      |
| gen.-giu. 2018  | Vardar          | 1L              | 3          | 0          | CM              | 1               | 0               | UEL                | -                  | -                  |             | -           | -           | 4      | 0      |
| 2019-feb. 2020  | Vardar          | 1L              | 12         | 0          | CM              | -               | -               |                    | -                  | -                  |             | -           | -           | 12     | 0      |
| 2020-2021       | Brera Strumica  | 1L              | 25         | 0          | CM              | 3               | 0               |                    | -                  | -                  |             | -           | -           | 28     | 0      |
| 2021-2022       | Zalaegerszeg    | NB1             | 26         | 4          | CU              | 2               | 0               |                    | -                  | -                  |             | -           | -           | 28     | 4      |
| Totale carriera | Totale carriera | Totale carriera | 69         | 4          |                 | 6               | 0               |                    | -                  | -                  |             | -           | -           | 75     | 4      |